# یان اوبن‌برگر
یان اوبن‌برگر (انگلیسی: Jan Obenberger; ۱۵ مهٔ ۱۸۹۲ – ۳۰ آوریل ۱۹۶۴) یک حشره‌شناس چک بود.
او پروفسور حشره‌شناسی در دانشگاه کارل پراگ و تخصص او در زمینه سوسک‌های جواهر بود. یان اوبن‌برگر در کشیدن نگاره‌های تخصصی از حشرات بسیار زبردست بود.